# Air Rum
Air Rum war eine Charterfluggesellschaft aus Sierra Leone mit Firmensitz in Amman, Jordanien.
Die Fluggesellschaft wurde 2002 von Mohammad Abu Sheikh (Präsident und General Manager) gegründet. Sie war bis zur Einstellung des Flugbetriebs eine Tochter des Touristikunternehmens RUM Group. Ab 2010 führte die Muttergesellschaft den Charterflugbetrieb über eine andere, bereits 2005 am selben Standort unter dem Namen Petra Airlines registrierte Fluggesellschaft fort.

## Flugziele und Flotte
Air Rum führte ausschließlich Charterflüge durch. Im März 2015 bestand die Flotte der Air Rum aus nur einem Flugzeug, einer Lockheed L-1011 TriStar. Im November 2021 ist kein Flugzeug mehr im aktiven Dienst. Für die gesamte Betriebszeit waren bei der Gesellschaft sieben verschiedene Maschinen des Typ Lockheed L-1011 TriStar und eine Boeing 727 im Einsatz.
Neben sämtlichen anderen in Sierra Leone registrierten Fluggesellschaften stand auch Air Rum ab März 2006 im Anhang A der ersten Fassung einer durch die Europäische Kommission herausgegebenen Liste der Luftfahrtunternehmen, deren gesamter Betrieb in der Gemeinschaft untersagt ist. Seit der Aktualisierung der Liste im Juni 2020 wird die Gesellschaft nicht mehr namentlich aufgeführt. Das gegen sämtliche Fluggesellschaften aus Sierra Leone verhängte Betriebsverbot in der Europäischen Union ist aber weiterhin in Kraft (Stand: Juni 2021).

## Zwischenfälle
Am 20. September 2005 meldete der Pilot einer mit 289 Fußballfans aus Gambia besetzten TriStar auf dem Weg nach Lima, dass er wegen Treibstoffmangels nicht bis zum Hauptstadtflughafen weiterfliegen könne, sondern in Piura notlanden müsse. An diesem Tag spielte Gambia im Rahmen der U17-Weltmeisterschaft in Piura gegen Katar. Flughafenfeuerwehr, Polizei und Krankenhäuser wurden alarmiert. Die Maschine landete sicher – zwei Stunden vor dem Anpfiff. Die peruanischen Behörden nahmen Ermittlungen auf. Das Flugzeug wurde sichergestellt. Ein Mitglied des Organisationskomitees erklärte gegenüber der Nachrichtenagentur Reuters: „Sie haben die Notlandung nur vorgetäuscht“.